# Первая битва при Изонцо
Первая битва при Изонцо ( ит. Prima battaglia dell'Isonzo) — первое сражение на Итальянском фронте Первой мировой войны, продолжавшееся с 24 мая по 6 июля 1915 года. Положило начало боевым действиям между итальянской армией и армией Австро-Венгрии.

## Образование Итальянского фронта
С вступлением Италии в войну, образовался новый фронт — Итальянский. Театром боевых действий становились пограничные районы Италии и Австро-Венгрии. Особое значение приобретал район реки Изонцо. Италия сосредоточила против Австро-Венгрии до 35 дивизий, то есть около 850 000 человек и 1200 орудий. Главнокомандующим итальянской армии был генерал Луиджи Кадорна. Поскольку основные силы австро-венгерской армии были задействованы против России, австрийскому командованию пришлось в срочном порядке формировать войска нового фронта. Первоначально Австро-Венгрия выдвинула 20 дивизий, переброшенных из Сербии и Галиции. Германия перебросила один корпус и тяжелую артиллерию, группировку австро-венгерских войск возглавил генерал Конрад.
Несмотря на численный перевес, итальянская армия уступала германской в боевой подготовке и техническом отношении.

## Ход сражения
Наступление итальянской армии началось 24 мая, сразу после объявления войны, несмотря на то, что развертывание войск ещё не было завершено. Бои развернулись одновременно на Изонцо, в Карнийских и Кадорских Альпах, в Трентино. Итальянское командование, при помощи внезапности, хотело овладеть господствующими высотами и перевалами, однако австро-венгерская армия без особых проблем перешла на заранее подготовленные рубежи обороны. 
На Изонцо бои начались 23 июня с первых итальянских артиллерийских обстрелов, которые не нанесли большого урона хорошо укрепленной обороне противника. Штурм начался 30 июня, после недели артобстрелов. Австро-венгерская дивизия отразила атаку четырех итальянских пулеметным огнем, что привело к тяжелым потерям. На верхнем Изонцо другая австро-венгерская дивизия также остановила продвижение итальянской дивизии. Итальянская 8-я дивизия попыталась взять Мрзли-врх и продвинуться на восток от горы Крн, но была остановлена противником. Австро-венгры остановили 2-ю итальянскую армию.
На юге 2 июля 3-я итальянская армия сумела продвинуться на Карсо, но была вынуждена отступить. 4-я армия снова отвоевала несколько метров плато, но была остановлена. Кадорна, недовольный плохими результатами первых дней боев, приказал возобновить штурмы 5 июля. К тому времени солдаты с обеих сторон были измотаны суровостью боев предыдущих дней.
5 июля четыре с половиной дивизии итальянской 2-й армии снова атаковали позиции австро-венгерской 58-й дивизии в плотном строю. Австро-венгерские пулеметы косили ряды вражеских солдат на подходе к передовой позиции, заставив их отступить. На юге итальянская 3-я армия снова попыталась наступить на Карсо, но  в результате потеряла небольшую территорию, которую захватила на плато. 

## Результаты
Из-за истощения обеих сторон с 6 июля бои практически не велись. Итальянцы на Изонцо смогли захватить плацдарм через реку в районе Плавы, овладеть высотой Монте-Неро и добиться незначительных успехов в районе Трентино.